# Srpska Demokratska Stranka
Die Srpska Demokratska Stranka (SDS, kyrillisch Српска демократска Странка; deutsch Serbische Demokratische Partei) ist eine Partei in Bosnien und Herzegowina. Sie war während des Kroatienkrieges und des Bosnienkrieges die wichtigste Plattform der Serben in Kroatien und Bosnien-Herzegowina. Anfangs nach eigenen Aussagen noch um einen Konsens bemüht, entwickelte sie sich bald zu einer ultranationalistischen Kraft, die die Bewaffnung der Serben außerhalb Serbiens organisierte und schließlich auch mit eigenen paramilitärischen Verbänden an den Kämpfen teilnahm.

## Kroatien
In Kroatien wurde die SDS am 17. Februar 1990 in Knin, der nachmaligen „Hauptstadt“ der Republik Serbische Krajina, vom Psychiater Jovan Rašković und anderen gegründet. Sie wollten angeblich die Interessen der Serben gegen den wachsenden kroatischen Nationalismus verteidigen und sprachen sich gegen die staatliche Unabhängigkeit Kroatiens aus.
Als sich die Situation zuspitzte, wurde der gemäßigtere Rašković von Milan Babić abgelöst. Nachdem sie bisher nur kulturelle und personelle Autonomie gefordert hatte, begann die SDS, nun Ansprüche auf bestimmte Gebiete zu stellen und in diesen serbische Gemeinderäte einzurichten.
Noch bevor Kroatien seine Unabhängigkeit erklärt hatte, sorgte Slobodan Milošević mit Hilfe der jugoslawischen Geheimpolizei (SDB) dafür, dass über die Struktur der SDS die serbischen Gebiete für den Fall eines Krieges mit Waffen, Ausrüstung und der nötigen militärischen Ausbildung versorgt würden.

## Bosnien und Herzegowina
In Bosnien und Herzegowina sah die Entwicklung der SDS ähnlich aus. Bei der Gründungsversammlung im Juli 1990 waren noch Vertreter der Muslime anwesend, Alija Izetbegović begrüßte die Entstehung einer serbischen Partei. Auch Parteichef Radovan Karadžić war anfangs eher als Politiker mit wechselnden politischen Orientierungen bekannt. Andere Vertreter der Partei waren Momčilo Krajišnik, Nikola Koljević und die spätere Präsidentin der Republika Srpska Biljana Plavšić.
Aber auch in Bosnien und Herzegowina wurde die SDS bald zum Instrument der nationalistischen Kämpfer. Sie war die treibende Kraft bei der Etablierung eines serbischen Nationalstaats in Bosnien-Herzegowina. In einem ersten Schritt in diese Richtung wurden die serbisch besiedelten Gebiete im Herbst 1991 zu Serbischen Autonomen Regionen erklärt. Kurz darauf begann die SDS, die Übernahme der nicht mehrheitlich serbischen Siedlungen in diesen Regionen vorzubereiten.
In den von ihr kontrollierten Gebieten hinderte die SDS die Menschen daran, am Referendum über die Unabhängigkeit Bosnien-Herzegowinas teilzunehmen. Sie hatte schon zuvor unter der serbischen Bevölkerung ihr eigenes Referendum abgehalten, in dem sich die Wähler erwartungsgemäß für einen Verbleib Bosniens bei Jugoslawien ausgesprochen hatten.
Am 9. Januar 1992 erklärte die SDS die Gründung einer serbischen Republik auf dem Gebiet Bosnien-Herzegowinas, die später den Namen Republika Srpska bekommen sollte.
Vielen Beobachtern gilt die SDS in Bosnien-Herzegowina als die hauptverantwortliche Kraft für Krieg, Mord und Vertreibung. Der „Architekt“ des Dayton-Abkommens, Richard Holbrooke, forderte mehrfach ein Verbot der SDS, was unter anderem die bosniakische ethno-nationalistische Partei SDA ablehnte.
Nach dem Krieg blieb die SDS die stärkste Partei in der Republika Srpska. Doch bei den Kommunalwahlen 2004 gewann sie weniger Stimmen als der Bund Unabhängiger Sozialdemokraten (Savez nezavisnih socijaldemokrata (SNSD)), geführt vom ehemaligen Ministerpräsidenten der Entität, Milorad Dodik.
Zahlreiche Politiker der SDS wurden durch den Hohen Repräsentanten abgesetzt, da sie seiner Ansicht nach gegen das Friedensabkommen verstoßen hatten.
In den letzten Jahren bemühte sich die SDS, sich von ihrer Vergangenheit zu distanzieren. Ihr damaliger Vorsitzender, Dragan Čavić (auch Präsident der Republika Srpska), bezeichnete 2004 das Massaker von Srebrenica als dunkle Seite in der Geschichte der Serben. Nichts und niemand könnte diese Gewalttaten rechtfertigen. 2005 forderte er die Serben auf, sie sollten genauso wie die Bosniaken Bosnien und Herzegowina als ihren Staat betrachten. Dagegen forderte die SDS nach der einseitigen Unabhängigkeitserklärung des Kosovo im Februar 2008 ein Referendum über die Abspaltung der Republika Srpska vom Gesamtstaat.

## Geschichte
Die SDS wurde von den folgenden Personen geführt:
- Jovan Rašković, Gründer, gestorben 1992
- Radovan Karadžić (von 1990 bis 1996), vom ICTY unter anderem wegen Kriegsverbrechen, Völkermord zu lebenslanger Haft verurteilt.
- Milan Babić, wegen schwerer Kriegsverbrechen vor dem ICTY zu 13 Jahren Haft verurteilt, Suizid im Jahr 2006.
- Biljana Plavšić (von 1990 bis 1997), vom ICTY wegen Kriegsverbrechen zu 12 Jahren Haft verurteilt.
- Momčilo Krajišnik u. a. wegen Völkermord, unter Anklage des ICTY
- Nikola Koljević
- Dragan Kalinić (2000–2004)
- Dragan Čavić (2004–2006)
- Mladen Bosić (2006–2016)
- Vukota Govedarica (2016–2019)
- Mirko Šarović (2019–2022)
- Milan Miličević (seit 2022)